# Huy, Sachsen-Anhalt
Huy är en kommun i Landkreis Harz i förbundslandet Sachsen-Anhalt i Tyskland.
Kommunen bildades den 1 april 2002 genom en sammanslagning av de tidigare kommunerna Aderstedt, Anderbeck, Badersleben, Dedeleben, Dingelstedt am Huy, Eilenstedt, Eilsdorf, Huy-Neinstedt, Pabstorf, Schlanstedt och Vogelsdorf.